# Meghanath Gorahann
Meghanath Gorahann – gaun wikas samiti w środkowej części Nepalu w strefie Dźanakpur w dystrykcie Mahottari. Według nepalskiego spisu powszechnego z 2001 roku liczył on 916 gospodarstw domowych i 5384 mieszkańców (2649 kobiet i 2735 mężczyzn).